# Nowy Dwór Mazowiecki
Nowy Dwór Mazowiecki är en stad i centrala Polen med cirka 27 500 invånare (2005). Staden ligger i Masoviens vojvodskap (sedan 1999). 
Slaget vid Nowy Dwór, mellan polska och svenska styrkor, stod här 1655. I Arméns jägarbataljons (AJB) segernamn finns "Nowodwor 1655".